# Sagaidacul de Sus, Criuleni
Sagaidacul de Sus este un sat din cadrul comunei Bălțata din raionul Criuleni, Republica Moldova.